# Spirits de Flint
Les Spirits de Flint sont une franchise professionnelle de hockey sur glace. Basée à Flint dans le Michigan de 1985 à 1990, elle évoluait dans la ligue internationale de hockey. 
En 1990, elle déménage à Fort Wayne et prend le nom de Komets, en remplacement de l'ancienne franchise du même nom devenue les Choppers d'Albany.

## Résultats par saison
| Année     | Matchs | G   | P   | N  | Pts | Bp   | Bc   | Pct    | Classement |
| --------- | ------ | --- | --- | -- | --- | ---- | ---- | ------ | ---------- |
| 1985-1986 | 82     | 16  | 66  | 0  | 38  | 271  | 497  | 23,2 % | Derniers   |
| 1986-1987 | 82     | 42  | 33  | 7  | 91  | 343  | 361  | 55,0 % | 4e         |
| 1987-1988 | 82     | 42  | 31  | 9  | 93  | 395  | 389  | 56,7 % | 4e         |
| 1988-1989 | 82     | 22  | 54  | 6  | 50  | 287  | 428  | 30,5 % | Derniers   |
| 1989-1990 | 82     | 40  | 36  | 6  | 86  | 326  | 345  | 51,8 % | 4e         |
| Totaux    | 410    | 162 | 220 | 28 | 358 | 1622 | 2020 | 43,7 % |            |